# 辱華
辱华，本意指「令人认为其冒犯、侮辱、抹黑、歧视华人、中华民族或中国人以及中華人民共和國的语言、行为和政治立场」。近年因針對該詞的濫用，延伸諷刺小粉紅、中国共产党，而逐漸成爲流行語，在網絡上又刻意依諧音寫作「乳滑」、「乳化」等。

## 歷史起源
西方文艺复兴之后逐步形成內部的科学、自由、平等、民主等现代理念，而同期的中国以及世界各地與西方文明出现发展落差。此時西方漸漸形成了提倡新帝國主義與社會達爾文主義的情況，部分人對不同的民族有白人至上的心態。鸦片战争之后，封闭的中国国门被打开，西方发现了過往認為的中华帝国實際上是羸弱的；歧視亞裔的事件在東西交流的思維差异下开始出现，中國被譏為的“东亚病夫”則成为当时辱华的最典型的代名词。在政策方面，自明清时代起，伴随福建、广东地区的華工大增，華人移民影響了本地的勞動市場，歐美出現了白澳政策、美国排华法案、1923年華人移民法等等法律形式的对华人的迫害和打壓。
辱华的深層原因源自古代與近代的东西衝突、义和团运动、第二次世界大战与国共内战等一系列历史事件及因素。因為与东亚文化的不同，西方文明針對中國大陸的防备开始成为主流，并逐渐演变为恐惧、仇视亚裔、东亚人、黄种人的黄祸论。当下全球化的社會提倡多元文化，“辱华”被視為種族歧視而少見；然而在中国大陆，“辱华”概念也不再只是歷史名詞，逐渐被滥用、扭曲。

## 案例

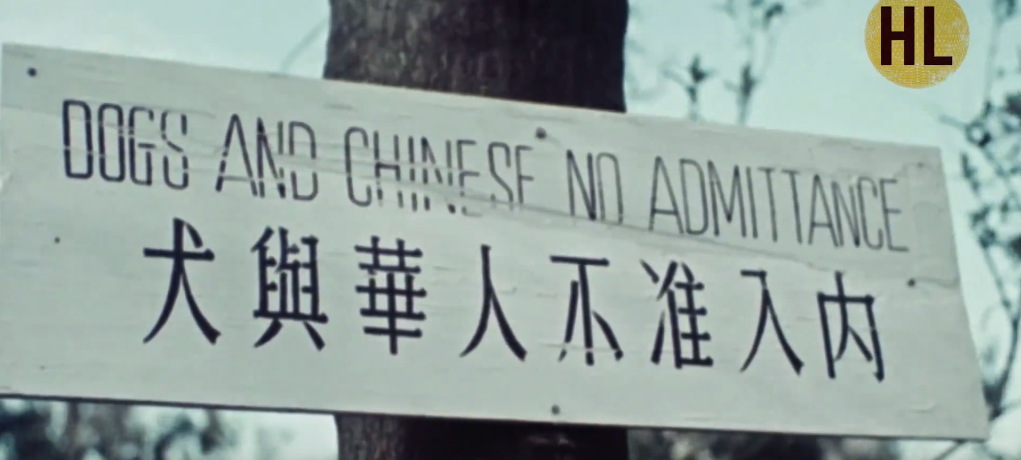
在中國大陸有流傳租界的外國商店有“華人與狗不准入内”的都市傳説。圖為苏联摄影师解放後在上海為拍攝仿纪录片《中国的重生》而製造的道具。

最早的大眾辱华熱點事件可追溯至2000年，法国巴黎一家剧院上演的新话剧标题“华人与狗不得入内”被当地中文报纸报道后引起当地华人注意，部分中国媒体将其稱作“辱华”。

### 2000年代
2003年，在丰田两款新车广告中，一辆名为“霸道”的汽车停在两只石狮子之前，一只石狮子抬起右爪做敬礼状，另一只石狮子向下俯首，配图广告语为“霸道，你不得不尊敬”。很多网友认为，石狮子有象征中国的意味，“丰田霸道”广告却让它们向一辆日本品牌的汽车“敬礼”、“鞠躬”。考虑到卢沟桥、石狮子、抗日三者之间的关系，部分中国网友认为該广告「明显辱华」。”2004年，在耐克耗资一亿美元制作篮球鞋广告中，勒邦占士先击败一名用功夫阻挡他上篮的中国老道士，又不受“中国仙女”的诱惑，将美女幻象粉碎，同时又击败了两条形象邪恶的龙。这一内容被内地传媒及民众指为辱华，广告片也被国家广电总局禁播。同年，因NBA球星發音不標準引發的疑似辱華等事件，也使得舆论言辭逐漸敏感起來。2008年，CNN主持人杰克·卡弗蒂称中国人为暴民和匪徒，于是辱华。

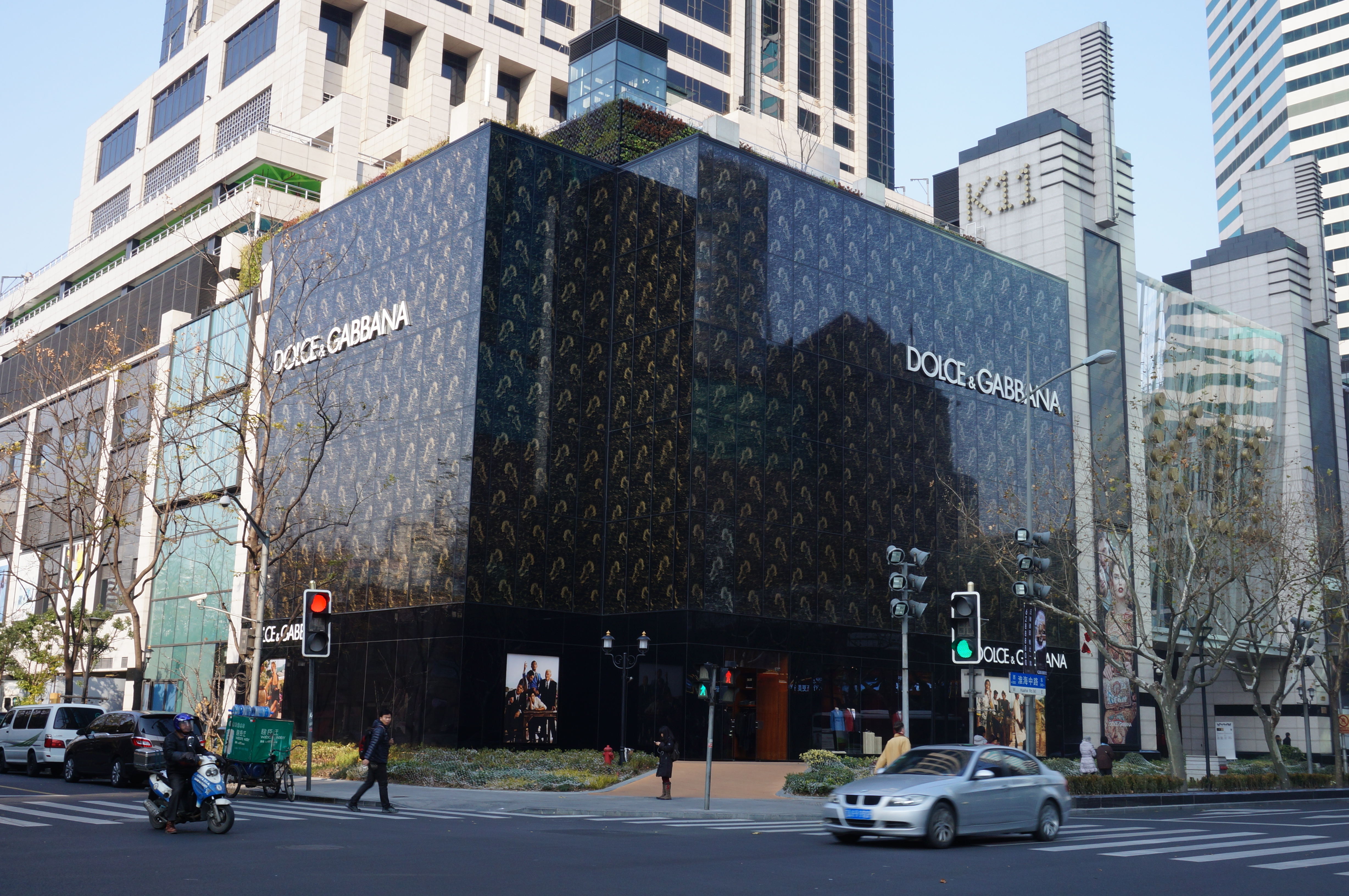
意大利時裝公司杜嘉班納曾因涉嫌歧視華人的爭議廣告，而被指控屬“辱華”

### 2010年代
2018年，菲律宾电竞选手KuKu在游戏中使用辱华词汇“ching chong”，于是受到中国玩家们的强烈抵制以及举报。最终中国阿里体育举办的WESG禁止该辱华人员参赛。同年，杜嘉班纳发布品牌宣传短视频《起筷吃饭》，其中的文化挪用行为被中国网民质疑是对中国文化的贬低；随后该品牌设计师和联合创始人斯蒂芬诺·嘉班纳（Stefano Gabbana）被发现在Instagram称中国为“屎之国”。此后，“辱华”一词开始在网络上流行，并因帝吧出征等事件逐渐广泛传播。同年，有知乎用户提问“假如耐克辱华了，会像抵制D&G（杜嘉班纳）那样绝对吗？”显示出舆论及政策的不连续性。杜嘉班纳事件之后，部分网民延伸了“辱华”一词的使用范围，用于指责一些海外作品中出現的一些可能没有明显冒犯或歧视性的行为，同时開始出現身為在地企业或个人品牌也會被指控在某些做法疑似辱華的现象，網民自己刻意取出辱華點等反常行為，引发了更大范围的讨论。中國大陸媒體開始認為“辱华”概念已經有些反應過度，應該加以控制。但是仍有带有強烈中國民族主義情緒的网民繼續在往年內容中搜索，甚至在數十年前的歷史價值觀上翻舊賬。網路群體性的跟風批判造成辱華浮濫的現象，任何对中国和中国共产党的历史和现实甚至是自我的批评，都有可能被指为辱华。
2019年反對逃犯條例修訂草案運動的部分示威者做出的一些行为被冠以辱华之名后持续受到网民关注，“辱华”一词又逐漸被超出原义用于形容“侮辱‘中国政府’、‘中国共产党’及‘中华人民共和国’的行为”、“谋求分裂祖国”及“勾结外国势力”的行为；甚至到了雖然沒有分裂意圖，但沒有明確同意中國領土的表態，即屬於「辱華」的程度，以至於連中华人民共和国政府的高层官员都不能倖免而被国内網民辱罵。
也有一些“辱华”案例符合中国叙事的逻辑，比如当事人或公司触及了“台湾”、“西藏”、“新疆”这些字眼，有些则可能只是一个愚蠢的玩笑或文字游戏，比如电影《怪物猎人》因为里面一句提到Chinese（中国人）一词的谐音梗。而在H&M和耐克等国际品牌宣布停用新疆棉花之后，穿这些品牌服饰的中国人也有可能成为愤怒网友的发泄对象；连在东京奥运会上为中国夺得首金的气步枪运动员杨倩，也曾因为在新疆棉事件前晒过收藏耐克鞋的照片而被骂“滚出中国”。

### 2020年代
2021年，韩国女主播Hamzy在被中国屏蔽的YouTube上发布影片，其中的韩文被机器誤译为“中国鬼子”，于是辱华。中国网民立刻取消关注、举报、拉黑。2022年農曆新年期間，由美商藝電公司發行的生活模擬電動遊戲模擬市民在官方Instagram發文送上為全球亞洲人士的農曆新年祝福，然而配圖的角色疑似身穿韓服，被部分中國網民指為辱華，並稱其應該使用「Happy Chinese New Year」而非「Lunar new year」以強調春節文化源於中國，出征洗板引發議論，同時在當局的規定中，外交部用詞均指定使用「Lunar new year」作為新年賀詞，在此次爭議後續中，文史學者對此科普解釋称該詞僅是亞洲新年的意思。同年北京冬奧期間，在比賽的競爭氛圍下，再次傳出過度指控辱華的現象，例如韓國人支持自家韓國選手被指辱華，因此遭到惡意手勢攻擊；美國華裔花滑運動員陳巍的过往言论被指辱华；朱易、谷愛淩等歸化運動員均被網民嚴格檢視辱華行跡。因上述部分冒犯指控以及錯誤事實造成形象的廣泛負面影響，官方此間甚至指示將愛國網民的過激言論私下清除。
2022年底，共青團指控索尼中國多次涉及辱華，不但去年微博發文時間與七七事變接近，還有一張配圖與邱少雲（當日為其忌日）陣亡時有點像，被認為污辱烈士、導致賀卡「2023年有尼更精彩」（小熊維尼也被指侮辱習近平）被屏蔽，官方微博遭「禁言」，1月更判決罰款人民币100万元，引發爭議。故而部分大陸網友就表示反對，因這些都是只有研讀黨史的人才會記憶的極其細節內容，加上狗人的兩圖相似性各有解讀，指出是否又是國人敏感又自卑，或質疑舉報人與法庭，強行對號入座演變成「心中有佛」的結果，產生這種聯想潛意識裡到底是居何心。對此日籍評論員則寫文章稱，日商在華就是為了混口飯吃，高管根本不可能拿仕途的未來開玩笑去出這種企劃，而且說事件只在中國發酵，看所謂諷刺了中國人的成績，是新聞大了他才後知後覺去問懂怎麼回事，日本網路上甚至連討論都沒有，而作為中國文化方面智庫的資深學者，也是第一次專門查閱歷史文章聽說的，所以說部分民族主義者此舉除了在國內情緒發洩，外界只會注意到其莫名其妙難做生意的印象，影響經濟。不過這會因為國籍而有不同，與日本相反，俄羅斯人就可將中國與台灣列為不同國家，又比如在俄國遊戲《戰爭雷霆》封禁作弊時，還直接使用了國軍擊落共機的照片譏諷中國玩家。雖一度引發眾怒不得不發出道歉文，但辯稱只是因外包軍迷製作，而這類真正的涉及拿解放軍犧牲傷亡做嘲弄，其簡短的承認澄清還僅在bilibili發布等等敷衍做為，最終運營商卻未受任何處罰而無可奈何。
2023年蘋果中國網站上，出現一名綁辮子外表酷似亞裔的技術專家，因而被指辱華，後經查證實為美洲原住民獲頒優秀員工，才出現在多國的官方網站上。
2024年春節前夕，江蘇南京一間商場被指控，新裝修擁有日之丸、旭日旗等辱華元素，引發網路論戰。《環球時報》前總編輯胡錫進批該開放自信，不該太過極端，而後證實圖案只是指煙花，更被發現該愛國博主「戰馬行動」有多次誣告前科，官媒央視罕評「愛國不是生意」，好事者破壞正常秩序，不能總是和稀泥，相關單位企業要挺直腰骨，面對這種抹黑敢於駁斥。。

## 爭議
隨著文化演進，「辱華」一詞的標準逐漸模糊，在一些情况下对中国人或中国的政治、社会、文化现象提出的觀點或批评，或是購買、使用某些涉及辱華的品牌，都会被指辱华。例如中国模特长雀斑、华人模特用筷子吃意大利面是辱华；好莱坞白人影星在辱华，华人导演也在辱华；中国文化背景的影片用白人做主角是辱华，用华人做主角也可以是辱华；被认为是做错了事的外国歌手在辱华，被认为穿错了衣服的香港歌手也在辱华；美国职业篮球队经理在辱华，很多国际品牌也在辱华；外国媒体在辱华。不只在涉华事件，舆论中持对立观点的双方也會互相冠以“辱华”之名，乃至於中华民国国民「出生即辱華」等極端現象。辱華一詞的過分濫用使得該形容完全偏離了「歧視華人」的本意。
随着“辱华”一词的滥用以及部分中國大陸网民对涉华争议事件的态度和反应日益激进，“被指控‘辱华’”也被另一部分持对立观点的网民解构，把这个词汇当作“玻璃心”等词使用，用于表达对前者滥用“辱华”一词的讽刺、幽默、嘲笑或歧视，有时也用于表示对被指“辱华”的事物的实质赞同而抒发对一些涉华事物的不满。在被解构的过程中，“辱华”一词出现了“乳华”、“乳化”、“乳滑”乃至“乳了”等变体。同时，随着词汇与网路迷因的流行，其「辱」在特定语境中的负面意义被部分消解：提到某些群體的特徵就算是辱，故出现与“辱法”、“辱美”、“辱英”、“辱德”、“辱波”、“辱宋”等网络词汇合流的现象。

## 評論

台灣YouTuber波特王針對“辱華”一詞的濫用諷稱“人生逃不開三件事：出生、辱華與往生”

中华人民共和国作家韩寒在一篇2008年的博文中评论认为，辱华概念之所以能够流行，是因为中国国民「敏感」，「太自卑了」，有着一种「卑微和紧张」。
中国官方媒体中青社在2019年2月发表的社论认为“决不能滥用“辱华”概念，以捕风捉影的方式到处乱扣帽子”，并指出“这样的做法只会让舆论环境遭到污染，而这将会是整个社会的共同损失。”
加拿大學者沈榮欽觀察到，由於其标准演變地莫須有、讓人無所適從，針對辱華進行道歉的行為不但沒有起到溝通作用，反而更像是無意識的反射，最終部分中國網民除自己仍在憤怒外，所獲得的邊際效益為零。國際企業和合作方早已見怪不怪，解約和聲明幾乎已經成為通稿，沒多久雙方就像無事發生一樣做生意，任何疑似辱華都可以照抄解決。
《纽约时报》海外华人札记刊文指出，「辱华」的定义范围似乎有无限扩展的趋势。文章认为，在2021年，从中国本土动画片《雄狮少年》到休闲零食品牌“三只松鼠”的宣传海报，再到奔驰车的新广告，因为主角或者模特的眼睛或妆容不够主流，它们接二连三被一些中国网友批评是蓄意丑化中国人形象。虽然“三只松鼠”在官方微博上为这组两年前的海报“模特妆容不符合大众审美”道歉，但海报上的模特「菜孃孃」却发出了这样的质问：“我眼睛小就不配做中国人了？”以至于有网友调侃说，“人生有三件事情无法避免：出生，死亡及辱华。”，有評論指，對近來陸續陷入反華風暴的大V博主乃至於被封殺一些媒體評論，在「槌人」盛行的網路上，一時之間網紅過去受稱讚的特質，反而成了眾人辱罵的黑點，前後的不一致十分諷刺，而其他網紅只跟風批判而不著重在聽取和改進上，會讓不健康社群風氣蔓延。
2021年10月，马来西亚华人歌手黄明志和澳大利亚华人歌手陈芳语发布合作的新歌《玻璃心》，歌词讽刺“辱华”的定义被无限扩大化：“不明白，到底辱了你哪里，总觉得世界与你为敌……要我跪下去，Sorry我不可以”。

## 延伸阅读
- . 环球网. 2008  [2022-01-26]. （原始内容存档于2013-04-02）.
- . 环球网. 2009  [2022-01-26]. （原始内容存档于2010-11-27）.
- . 鏡週刊 Mirror Media. 2021-11-23  [2022-02-06]. （原始内容存档于2022-02-06） （中文（繁體））.